# Isola di Thule
{{vaglio}} L'isola di Thule (o isola di Morrell, in onore dell'esploratore Benjamin Morrell) è un'isola dell'Atlantico meridionale, la seconda per dimensioni del gruppo delle tre isole Thule australi, a sua volta parte dell'arcipelago delle Sandwich australi. È nota anche come Thule australe, Thule Island in inglese e Tule del Sur in spagnolo.

## Geografia
Separata dalla vicina isola di Cook dallo stretto di Douglas, di circa quattro chilometri di larghezza, l'isola è dominata dalla caldera del vulcano Larsen, che misura 1,5 per 2 chilometri. Il terreno dell'isola è particolarmente impervio, essendo costituito essenzialmente dalle pendici del vulcano.
1.300 metri a est di Hewison Point, l'estremità sud-orientale dell'isola, sorge la piccola e ripida Twitcher Rock, uno scoglio isolato dal diametro variabile da 140 a 150 metri che raggiunge un'altezza di 55.
L'isola, che ricopre un'area di 14 km², è disabitata, ma costituisce un'importante area di nidificazione per molti uccelli marini.

## Storia
L'isola venne scoperta nel 1775 dal navigatore britannico James Cook.
Dal 1976 al 1982, nella baia di Ferguson, nella parte pianeggiante della penisola sud-orientale di Thule, sorgeva la stazione di ricerca argentina Corbeta Uruguay, presidiata permanentemente. Da questa stazione, ha preso il nome di Península Corbeta Uruguay l'intera parte dell'isola. Poche centinaia di metri a ovest di questa sorgeva la stazione estiva Refugio Teniente Esquivel, costruita anch'essa dalla Repubblica Argentina nel gennaio 1955; tuttavia, essa dovette essere abbandonata solo un anno dopo a causa di un'eruzione vulcanica del monte Harmer sulla vicina isola di Cook.

## Galleria d'immagini

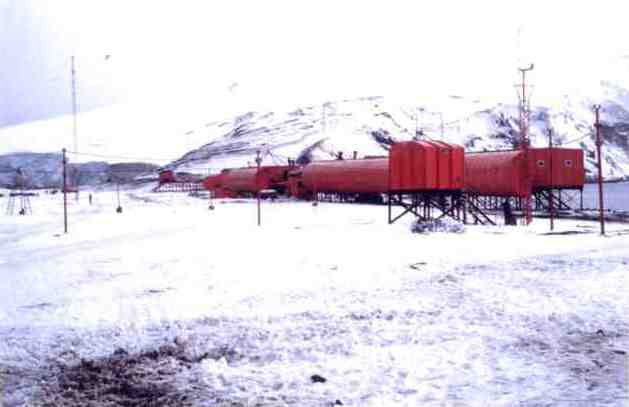
L'ex stazione argentina Corbeta Uruguay nel 1981, prima della sua distruzione
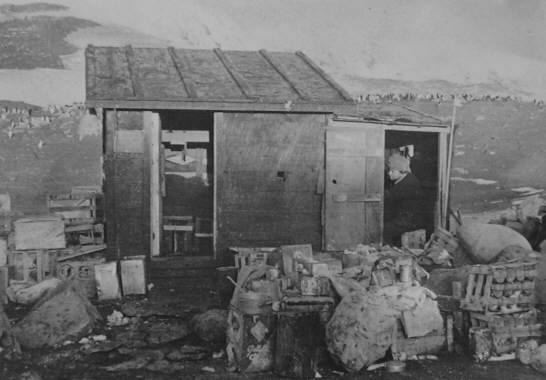
Il Refugio Teniente Esquivel (1955-56)